# Ilam (Nepal)
Ilam (nep. ईलाम)  – miasto we wschodnim Nepalu; w prowincji numer 1. Według danych szacunkowych na rok 2011 liczyło 19 427 mieszkańców.